# Бирлой
Бирлой (рум. Bârloi) — село у повіті Арджеш в Румунії. Входить до складу комуни Богаць.
Село розташоване на відстані 90 км на північний захід від Бухареста, 21 км на схід від Пітешть, 121 км на північний схід від Крайови, 93 км на південний захід від Брашова.

## Населення
За даними перепису населення 2002 року у селі проживали 323 особи, усі — румуни. Усі жителі села рідною мовою назвали румунську.